# Cándida Cadenas
Cándida Cadenas Campo (Villaquejida, en 1895 - 1987) fue una maestra, deportista española, pionera en la enseñanza de la Educación Física y el deporte en España y médica. 

## Biografía
Cándida Cadenas nació en un pequeño pueblo de la provincia de León en 1895 pero residió en Zamora y siempre se sintió zamorana de adopción. Estudió Magisterio en Escuela de Magisterio finalizando la carrera en 1920, ocupó plaza como Inspectora de Primera Enseñanza en Zamora. 
Desde muy joven se dedicó a la enseñanza, ejerció de maestra de primaria en Zamora, es en esta etapa cuando empieza a interesarse por la Educación física y el deporte, disciplina académica que aun no existía en España. 

## Pionera de la Educación física
El deporte era una actividad que a finales del siglo XIX no era practicada ni enseñada a las mujeres, es en este contexto cuando se puede hablar de Cándida Cadenas como pionera. La persistencia en el estudio y la convicción de la necesidad de su práctica la llevó a solicitar beca a la Junta de Ampliación de Estudios (JAE) para estudiar la disciplina del deporte fuera de España y lo consiguió.  En el año 1922 el Ministerio de Instrucción Pública del gobierno de Alfonso XIII  le otorgó una beca para formarse en Estados Unidos en la disciplina de la educación física y el deporte.
Su formación académica en Estados Unidos se prolongó durante dos años de estudio en diferentes universidades, donde recibió recibió clases de diversas modalidades deportivas tales como,  gimnasia educativa, gimnasia rítmica, bailes rítmicos, bailes nacionales, danzas de interpretación musical, juegos y deportes, así como de la organización y funcionamiento del deporte escolar en las escuelas y colegios.  
Su formación en Estados Unidos concluye en 1926 y a su regreso a España intenta convalidar el título en Escuela Central de Gimnasia de Toledo pero le fue denegado por entender el tribunal que era “elemento de distorsión la presencia de una mujer en la escuela”.
Cándida Cadenas fue la primera profesora de Educación física de España.

## Trayectoria profesional
Ante la carencia de la disciplina de Educación Física en los programas educativos femeninos, en 1927 Cándida Cadenas abrió un gimnasio donde niñas, pertenecientes a todas las clases sociales, recibieron clases de forma gratuita.  En su escuela se formó el primer grupo de mujeres que recibían una formación de educación física. Esta labor fue reconocida con la Cruz de Alfonso XIII.  
Siguió especializándose y en 1932  aprobó el curso de profesora de Educación física realizado en la Facultad de Medicina de Madrid. Posteriormente continuó su formación realizando cursos en Suiza, Inglaterra y Finlandia.  
En 1928 propuso la creación de una Escuela Central de Gimnasia para la formación del profesorado femenino.  
En 1934 entró a formar parte de la Sección Femenina de Falange, donde continuó impulsando la educación física de la mujer, desde los cargos de Delegada Nacional de organizaciones juveniles (1938) y Regidora de Cultura Física (1939).
Ejerció como profesora titular de Educación Física en Madrid, Las Palmas de Gran Canaria y Santander  
En la Universidad de Salamanca cursó la carrera de Medicina con el objetivo de poner sus conocimientos médicos al servicio del deporte.  

## Premios y reconocimientos
- La Cruz de Alfonso XIII
- La Cruz de la Orden de Alfonso X el Sabio, la recibió en 1940.
- Medalla del Mérito Deportivo de la Delegación Nacional en educación física en 1963.[4]
- La Fundación Ortega-Marañón organizó una exposición que bajo el título de  30 pioneras y Zamora homenaje a las mujeres referentes de la Edad de Plata, entre las que se encontraba Cándida Cadenas.[5]